# 11719 Hicklen
11719 Hicklen eller 1998 HT98 är en asteroid i huvudbältet som upptäcktes den 21 april 1998 av LINEAR i Socorro County, New Mexico. Den är uppkallad efter Rachel Scarlett Hicklen.
Asteroiden har en diameter på ungefär 5 kilometer.